# Championnats d'Asie de boxe amateur 1965
Navigation
Édition précédente Édition suivante
La 2e édition des championnats d'Asie de boxe amateur s'est déroulée à Séoul, Corée du Sud, en 1965. 

## Résultats

### Podiums
| Catégories                    | Or              |
| Poids mi-mouches (-48 kg)     | Seo Sang-young  |
| Poids mouches (-51 kg)        | Chang Kyou-chul |
| Poids coqs (-54 kg)           | Wang            |
| Poids plumes (-57 kg)         | Kim Seong-eun   |
| Poids légers (-60 kg)         | Navarro         |
| Poids super-légers (-63,5 kg) | Park Koo-il     |
| Poids welters (-67 kg)        | Lee Hong-man    |
| Poids super-welters (-71 kg)  | Lee Kum-taek    |
| Poids moyens (-75 kg)         | Kim Duk-pal     |

### Tableau des médailles
| Place | Pays             | Médaille d'or, Asie | Total |
| ----- | ---------------- | ------------------- | ----- |
| 1     | Corée du Sud     | 8                   | 8     |
| 2     | Philippines      | 1                   | 1     |
| Total | 2 pays médaillés | 9                   | 9     |